# Gozmanyita
Gozmanyita là một chi bướm đêm thuộc họ Geometridae.